# +유럽

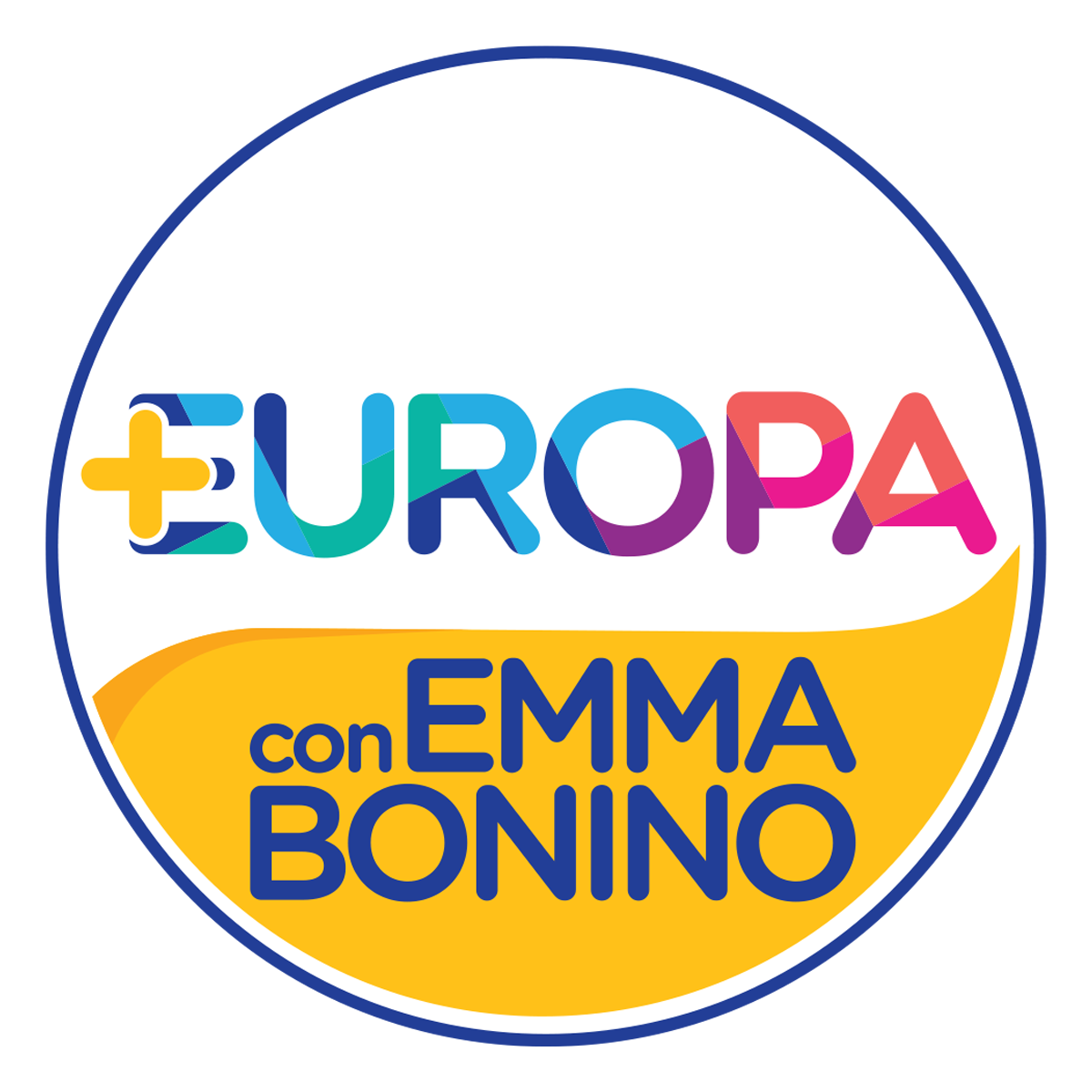
공식 로고

+유럽(이탈리아어: +Europa 피우 에우로파[*], 영어: More Europe)은 이탈리아의 친유럽 자유주의 정치연합으로, 이탈리아 급진, 전진 유럽, 민주중도로 구성돼 있다. 당대표는 이탈리아 급진 출신이자 전직 외무장관인 엠마 보니노다. 현재 민주당과 함께 선거연합을 꾸리고 있다.